# Azerfon-Vodafone
Azerfon-Vodafone — азербайджано-британская торговая марка, под которой совместно оказывала услуги на территории Азербайджана с 2009-2012 операторами сотовой связи Azerfon и Vodafone. Штаб-квартира — в Баку, Азербайджан.

## История
Сетью AZERFON покрыто около 80 % территории Азербайджанской Республики. На данный момент связью AZERFON пользуются более 1 300 000 абонентов. В 2009 году между ООО AZERFON и компанией Vodafone был подписан договор о неакционерном партнерстве. В декабре 2009 года компания начала оказывать услуги и под брендом Azerfon-Vodafone с новым префиксом 077.
Партнерство Azerfon и Vodafone закончилось в 2012 году. Все абоненты с префиксом 077 переведены на постоплатные тарифы Nar.